# Wicked
Wicked (puni naziv: Wicked: The Untold Story of the Witches of Oz) je mjuzikl temeljen na knjizi Wicked: The Life and Times of the Wicked Witch of the West Gergoryja Maguirea, objavljenoj 1995. godine. Autor originalne glazbe i stihova je Stephen Schwartz, a adaptaciju za kazalište izvela je Winnie Holzman. Mjuzikl je prvi puta izveden na Broadwayju u listopadu 2003. godine. 

## Vanjske poveznice
- Wicked na Internet Broadway Database